# Джеймс Кімбер
Кімбер Джеймс (англ. Kimber James, нар. 2 квітня 1988, Маямі, Флорида) — американська транссексуальна порноакторка. Володар премії AVN Award 2010 року в категорії «транссексуальний виконавець року». Після операції зі зміни статі в 2012 у 2013 році повертається в порноіндустрію, заснувавши власну студію Kimber James Productions.

## Порноіндустрія
Почав у порноіндустрії як асистент транссексуальної виконавиці Джиї Дарлінг, а в 2007 році знявся в дебютному фільмі Transsexual Babysitters 4 . У 2009 році став першою транссексуальною порноакторкою, яка підписала контракт з агентством LA Direct Models. У червні 2009 року вперше знімається у фільмі з цисгендерною порноакторкою, якою стала Анджеліна Валентайн. У травні 2010 року знімається для журналу Maxim.
Після операції зі зміни статі бере паузу для реабілітації та медичних процедур і в 2013 році повертається в порноіндустрію вже як власник студії Kimber James Productions. Перший реліз студії  'Busty Adventures: Amsterdam' вийшов 30 липня 2013.
У липні 2014 з'являється в серіалі телеканалу E! Botched, в якому знялися також лікарі Террі Дубров і Пол Нессіф, які вносять корективи після невдалих пластичних операцій і рятують життя пацієнтам.